# Diepholz
Diepholz er en by i Landkreis Diepholz i den tyske delstat Niedersachsen, beliggende omtrent 45 km nordøst for Osnabrück, og 60 km sydvest for Bremen.
Den ligger mellem floderne Hunte (vest for byen) und Strothe (øst for byen), nordøst for det skovklædte højdedrag Dammer Berge og nord for søen Dümmer, der er den næststørste sø i Niedersachsen beliggende i Diepholzer Moorniederung. Diepholz er med alle bydele, er efter Syke, den næststørste by i landkreisen.

## Inddeling
Diepholz består ud over byen Diepholz, som omfatter flere bydele, også af de indlemmede småkommuner Aschen, Sankt Hülfe og Heede.